# Dublanc Football Club
Maillots
Le Dublanc Football Club est un club dominiquais de football basé à Dublanc, sur la côte ouest de l'île. Il dispute ses rencontres à domicile au Windsor Park Stadium de Roseau.

## Histoire
Fondé à Dublanc, le club remporte son premier titre de champion en 2005 sous le nom de RC Grand Bazaar Dublanc. Il est à nouveau sacré en 2016 et 2017.
À la suite de son premier titre, le club participe à la CFU Club Championship 2005, il se fait éliminer dès le tour préliminaire par la formation d'Antigua-et-Barbuda de Hoppers FC.
En 2009, il prend le nom de Dublanc Strikers SC avant d'être rebaptisé Dublanc Football Club en 2011.

## Palmarès
- Championnat de Dominique (5)
  - Vainqueur : 2005, 2016, 2017 et 2023, 2024.
  - Vice-champion : 2001.